# Time Out '75
Time Out '75  is een volleybalvereniging in Diepenheim, Overijssel, Nederland. De club komt uit in regio Oost.

## Heren 1
Heren 1 komt al een geruime tijd uit in de Derde Divisie. Het team wordt getraind door Khaled Al-Aswad en wordt gecoacht door Sander Boonk. Het team speelt hun thuiswedstrijden op zaterdag om 16.00 uur. 
| Num. | Naam            | Positie            |
| ---- | --------------- | ------------------ |
| 1    | Niels Somsen    | Spelverdeler       |
| 2    | Ruben Kerkhof   | Paser-loper        |
| 3    | John Vedders    | Midden             |
| 4    | Gijs Tromp      | Paser-loper        |
| 5    | Erwin Hassink   | Paser-loper        |
| 6    | Lasse Gerritsen | Spelverdeler       |
| 8    | Peter Hassink   | Diagonaal          |
| 9    | Thijs Elderink  | Midden             |
| 11   | Cris Leuvelink  | Diagonaal          |
| 25   | Thijs Veltkamp  | Libero/Paser-loper |
| 75   | Luuk Velthuis   | Libero             |

## Stratenvolleybal
Jaarlijks in de tweede week van januari organiseert de club het stratenvolleybaltoernooi. Aan dit toernooi delen teams mee die voortkomen uit de verschillende straten in Diepenheim.  Deze teams strijden elk 1 dag in een groepsfase van doorgaans vier teams die plaatsvindt op maandag t/m donderdag. Op basis van de uitslagen worden de teams daarna ingedeeld in een A, B of C poule die vervolgens gaan strijden binnen die poule om de winst. De finales worden gehouden op zaterdag, met aansluitend een wedstrijd van Heren 1. Voor de jeugd van het basisonderwijs en het voortgezet onderwijs zijn er aparte poules.
De recente winnaars waren als volgt:
| Jaar | A-poule               | B-poule               | C-poule       | Voortgezet Onderwijs                                               | Basisschool                                          |
| ---- | --------------------- | --------------------- | ------------- | ------------------------------------------------------------------ | ---------------------------------------------------- |
| 2022 | Geen toernooi         | Geen toernooi         | Geen toernooi | Geen toernooi                                                      | Geen toernooi                                        |
| 2021 | Geen toernooi         | Geen toernooi         | Geen toernooi | Geen toernooi                                                      | Geen toernooi                                        |
| 2020 | Quantstraat 3         | Plan Noord 5          | Elferink 2    | Plan Noord/Westerflier/Veldhoek                                    | Hidderskamp/Bekkenkamp/Kerkegaarden/Goorseweg        |
| 2019 | Akkers/Borculoseweg 1 | Westerflier 2         | Plan Noord 1  | Quantstraat/Kerkegaarden/Westerflier/Diepenheimsebroek/Grotestraat | Quantstraat/Plan Noord                               |
| 2018 | Elferink 2            | Akkers/Borculoseweg 2 | Ruimersdijk 1 | Wilwat/Provisoriestraat/Grotestraat                                | Elferink/Peckedammerstraat                           |
| 2017 | Plan Noord 3          | Haaksbergerstraat 3   | Eflerink 2    | Belinda/Weidegangers/Bekkerskamp/Hidderskamp/Regenwicestraat       | Belinda/Elferink/Goorseweg                           |
| 2016 | Akkers/Borculoseweg 2 | Plan Noord 2          | Westerflier 2 | Regewicestraat/Bekkenkamp/Hidderskamp/Provisoriestraat/Kuimgaarden | Wilwat/Plan Noord                                    |
| 2015 | Akkers/Borculoseweg 1 | Kerkegaarden 2        | Quantstraat 1 | Elferink                                                           | Westeflier/Diepenheimsebroek/Weidegangers/Bekkenkamp |

## Time Out tegen kanker

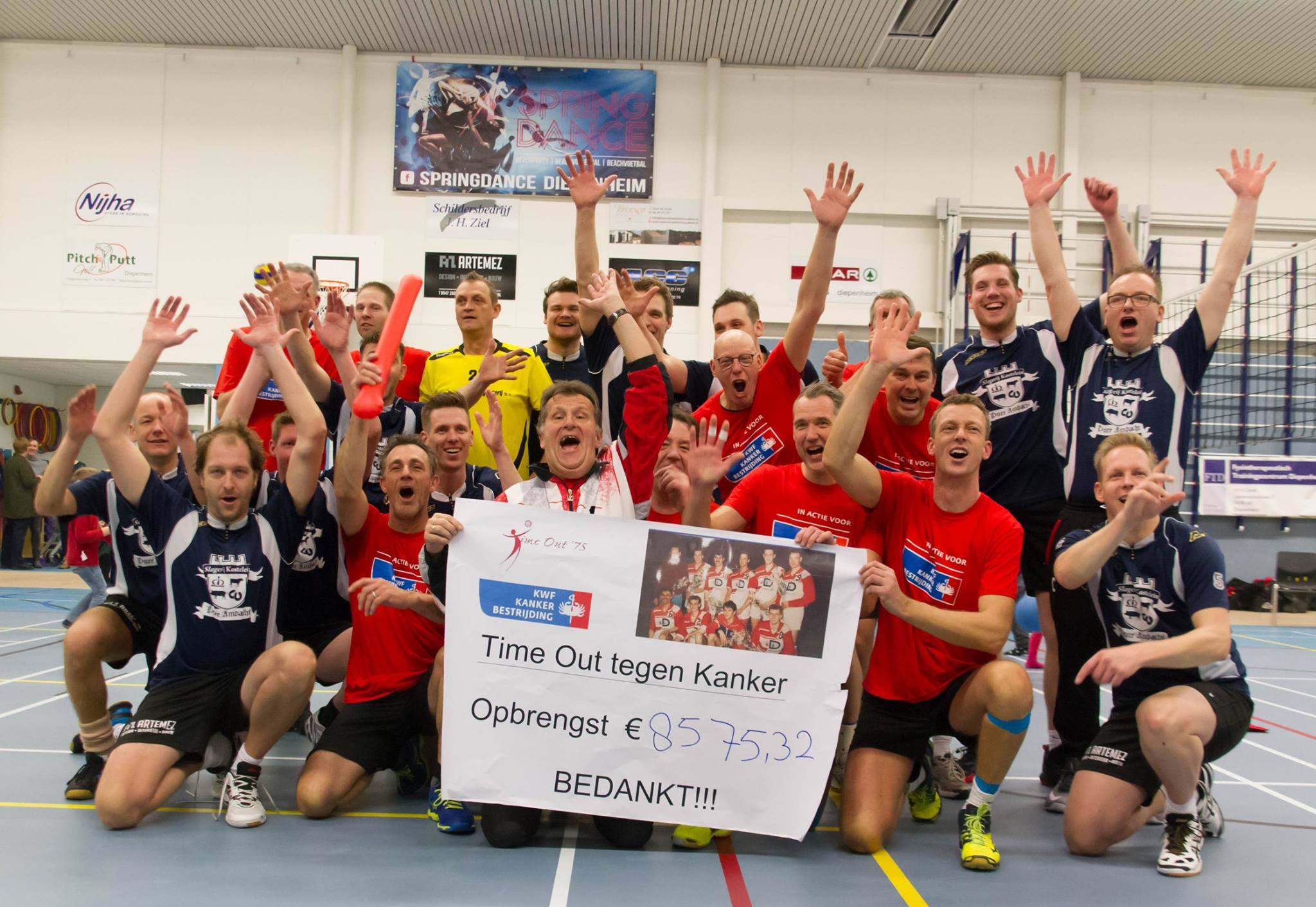
Oud heren 1 en heren 1 na de wedstrijd.

Voor het 40e stratenvolleybal in 2017 toernooi nam het oude Heren 1 het op tegen het huidige Heren 1. Bij de tweede training ter voorbereiding op deze wedstrijd werd er bij één van de spelers van het oude team kanker geconstateerd. Het oude team heeft van de wedstrijd een sponsoractie gemaakt, waarbij er geld werd opgebracht voor het KWF. Na de goedbezochte wedstrijd is er uiteindelijk 10466 euro opgehaald.